# Mokřanka

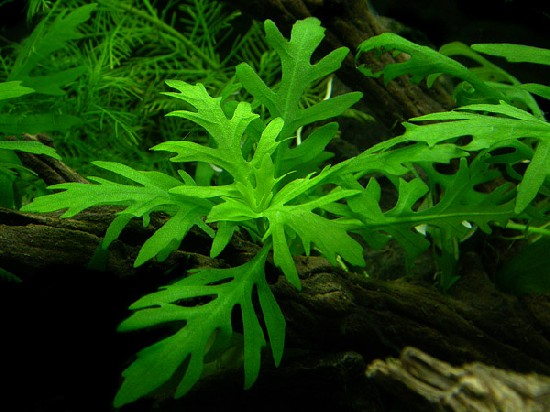
Mokřanka H. difformis, podvodní forma

Mokřanka (Hygrophila) je rod rostlin z čeledi paznehtníkovité. Jsou to vodní nebo vlhkomilné byliny s jednoduchými vstřícnými listy a dvoupyskými květy. Rod zahrnuje asi 100 druhů a je rozšířen v tropech a subtropech celého světa. V Evropě neroste.
Mokřanky mají význam zejména jako akvarijní rostliny a léčivky. Některé druhy patří v tropech a subtropech mezi invazivní rostliny.

## Popis
Mokřanky jsou jednoleté nebo vytrvalé, zpravidla vodní, bahenní nebo vlhkomilné byliny. Listy jsou vstřícné, přisedlé nebo krátce řapíkaté, celokrajné nebo řidčeji s vroubkovaným či vlnitým okrajem. Květy jsou přisedlé, uspořádané ve vrcholových hroznech nebo úžlabních svazečcích. Kalich je pětilaločný. Koruna je dvoustranně souměrná, pyskatá, se spodním pyskem trojlaločným a horním na konci mělce zubatým. Plodné tyčinky jsou 2 nebo 4, někdy jsou přítomna 2 sterilní staminodia. Semeník obsahuje 2 komůrky se 4 až mnoha vajíčky. Blizna je celistvá nebo dvoulaločná. Plodem je úzká tobolka se 4 až 36 semeny.

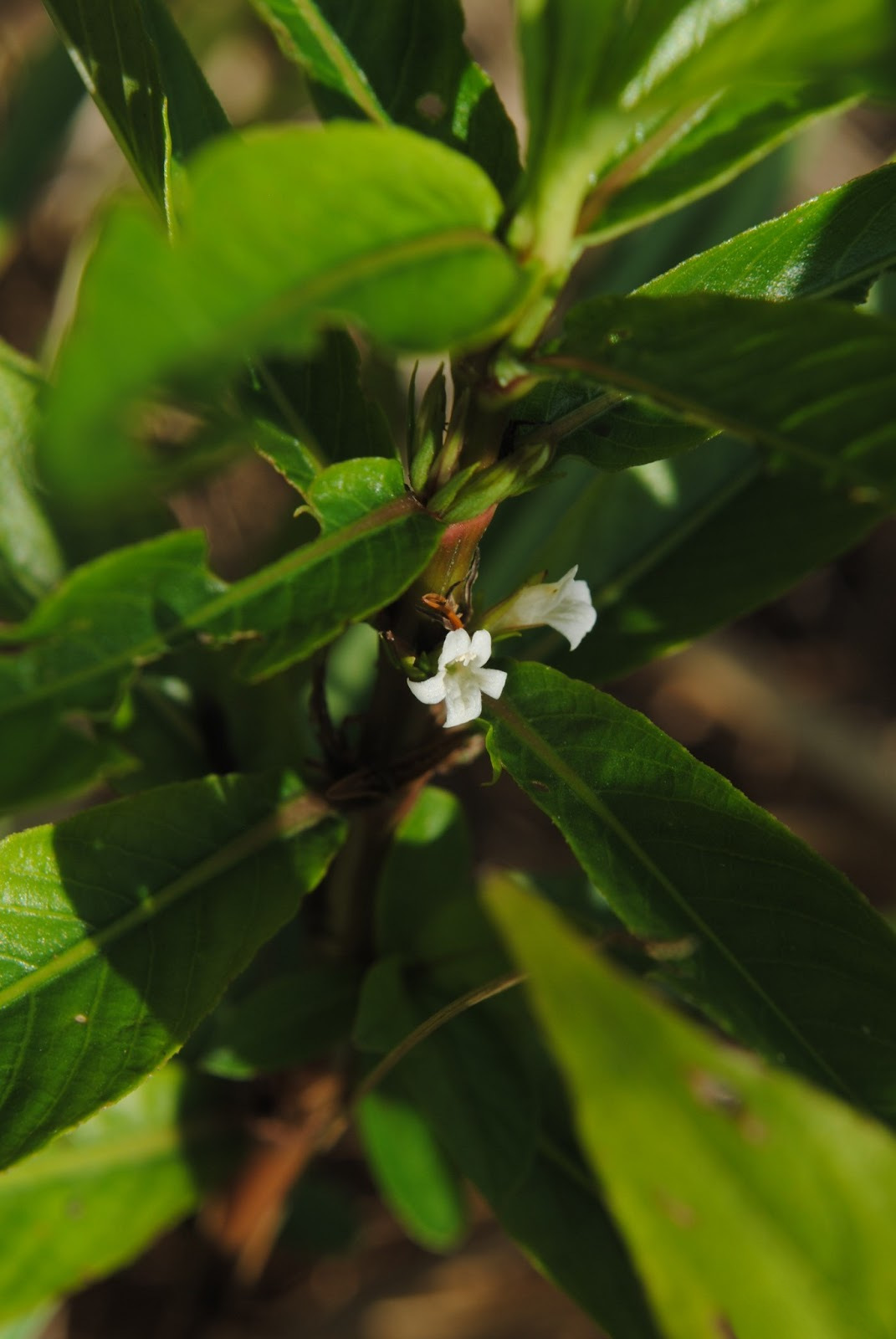
Hygrophila guianensis
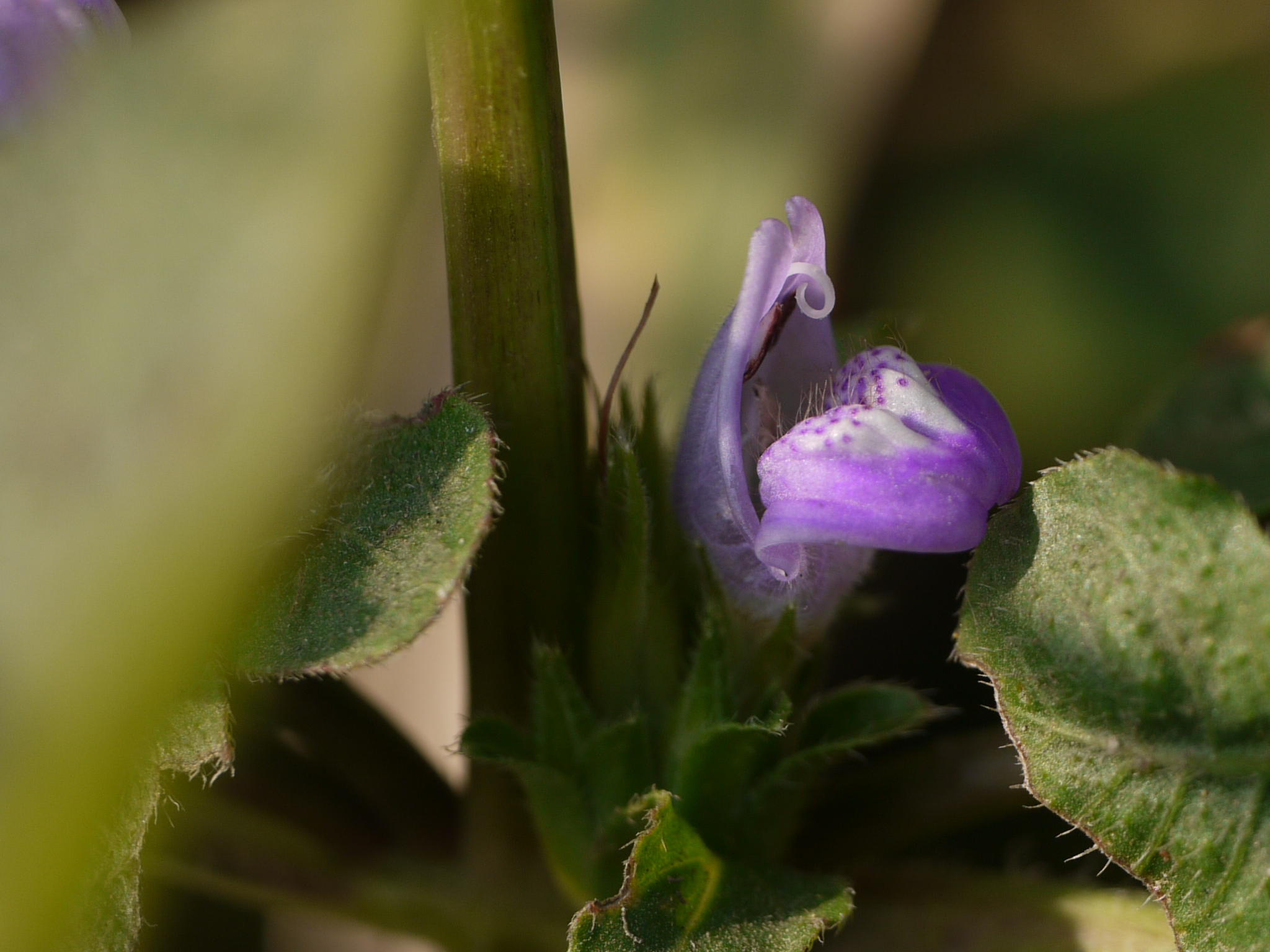
Květ Hygrophila ringens
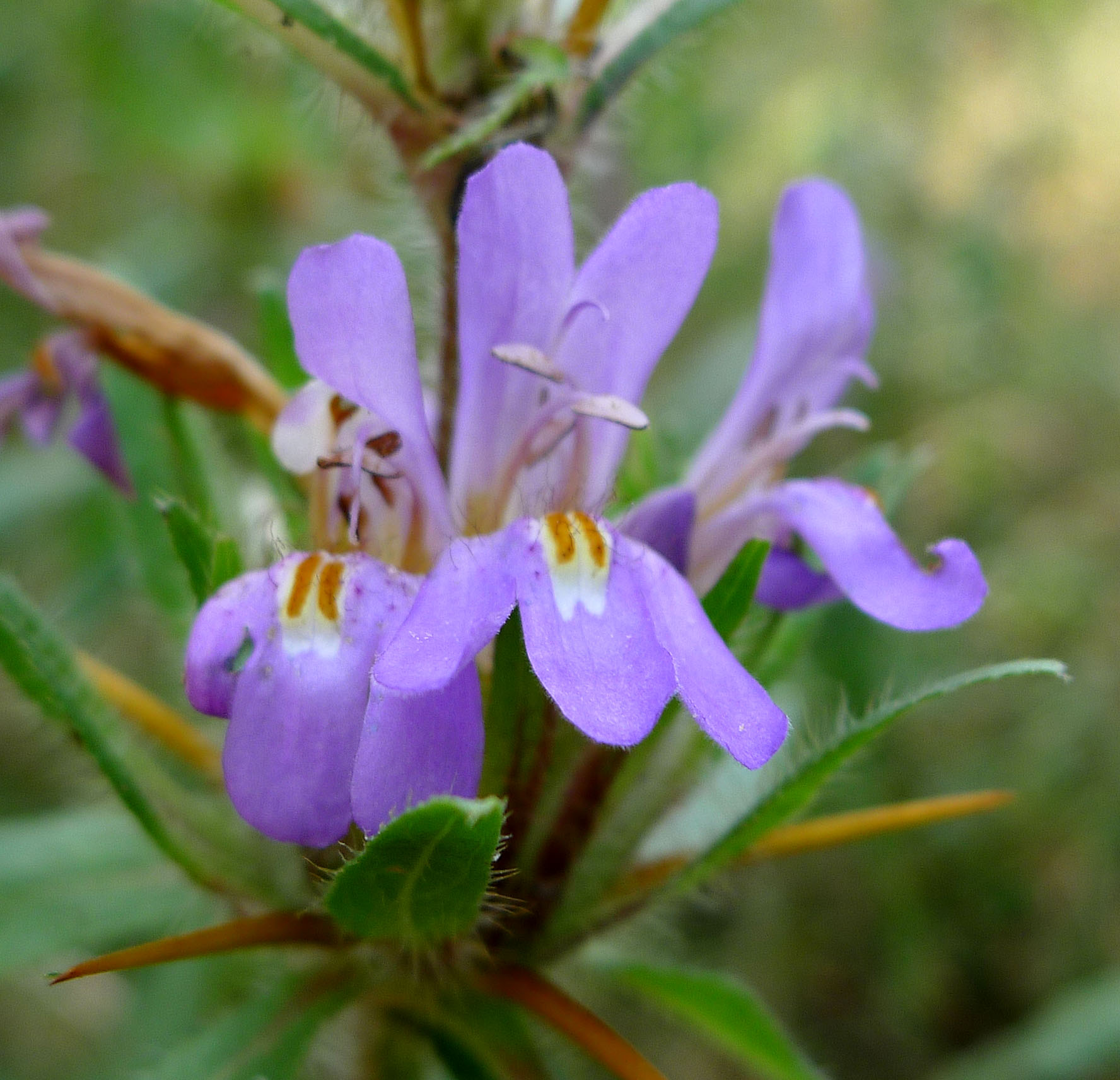
Květy Hygrophila schulli

## Rozšíření
Rod zahrnuje asi 100 druhů. Je rozšířen v tropech a subtropech celého světa. V Evropě není zastoupen. Z jižních oblastí USA jsou uváděny 2 původní druhy a 3 introdukované, z Číny 6 původních druhů.

## Ekologické interakce
Mokřanky jsou živnými rostlinami housenek některých motýlů. V tropické Asii a Austrálii hostí modráskovitého motýla Zizula hylax a různé zástupce baboček rodu Junonia.

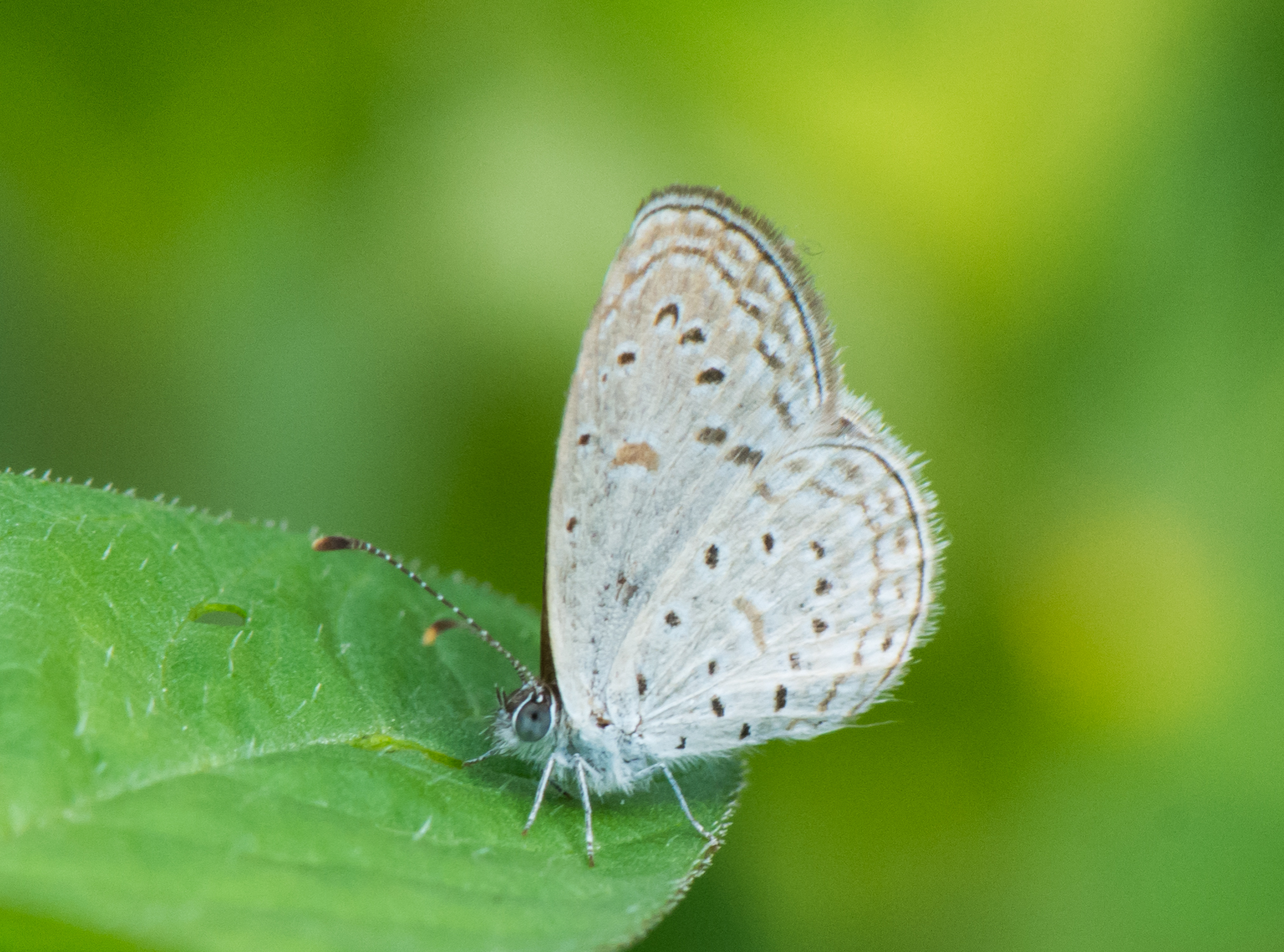
Modrásek Zizula hylax
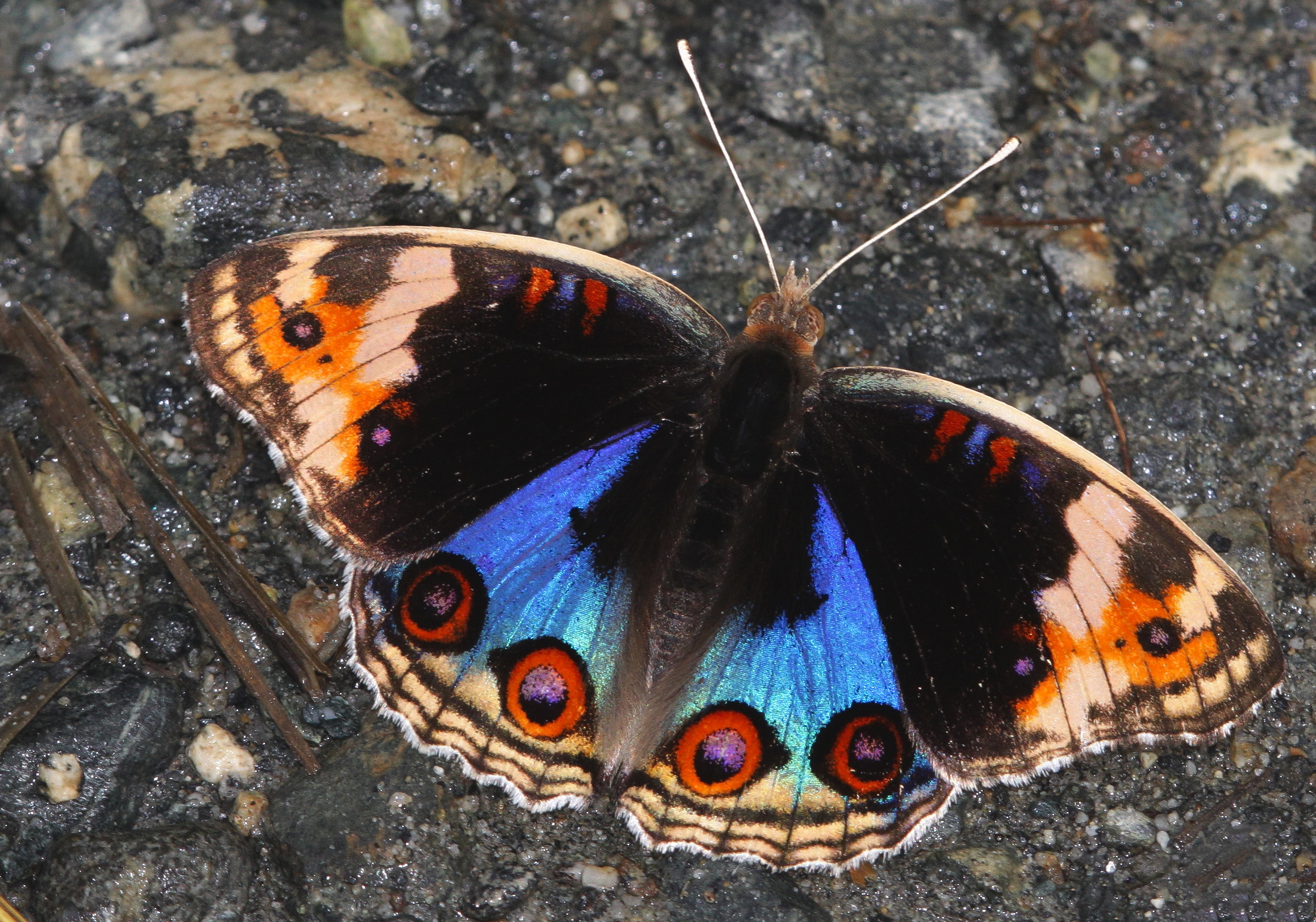
Babočka Junonia orithya

## Zástupci
- mokřanka jezerní (Hygrophila lacustris)
- mokřanka mnohosemenná (Hygrophila polysperma)
- mokřanka trojkvětá (Hygrophila triflora)
- mokřanka úzkolistá (Hygrophila angustifolia)
- mokřanka vzpřímená (Hygrophila corymbosa)

## Význam
Řada druhů mokřanek je pěstována jako akvarijní rostliny. Pěstuje se zejména mokřanka úzkolistá (Hygrophila angustifolia), Hygrophila difformis a mokřanka mnohosemenná (H. polysperma).
Některé druhy jsou v tropech a subtropech invazními rostlinami, osidlujícími zejména vodní plochy. Náleží mezi ně např. mokřanka mnohosemenná na Floridě nebo mokřanka vzpřímená v jižních oblastech USA a na Tchaj-wanu.
Druh Hygrophila auriculata je používán v indické medicíně jako diuretikum, při různých chorobách urogenitálního traktu a artritidě. Podobné využití má i Hygrophila schulli (syn. H. spinosa). Listy tohoto druhu se používají i v kuchyni. V asijské či africké domorodé medicíně se používá též mokřanka úzkolistá (Hygrophila angustifolia), H. erecta, H. phlomoides, H. quadrivalvis, H. ringens, H. salicifolia a H. serpyllum, v Jižní Americe H. costata.

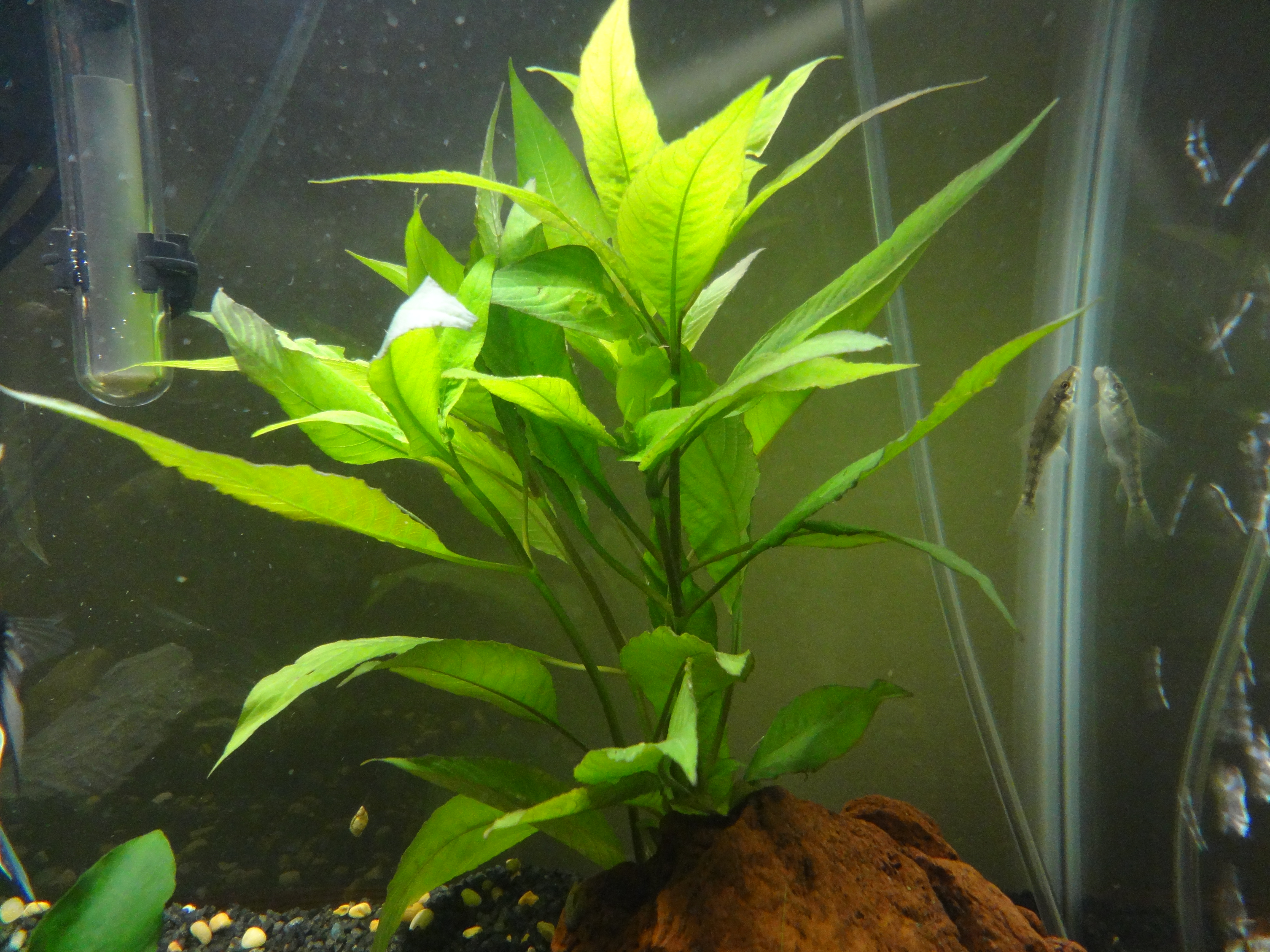
Mokřanka vzpřímená (Hygrophila corymbosa)
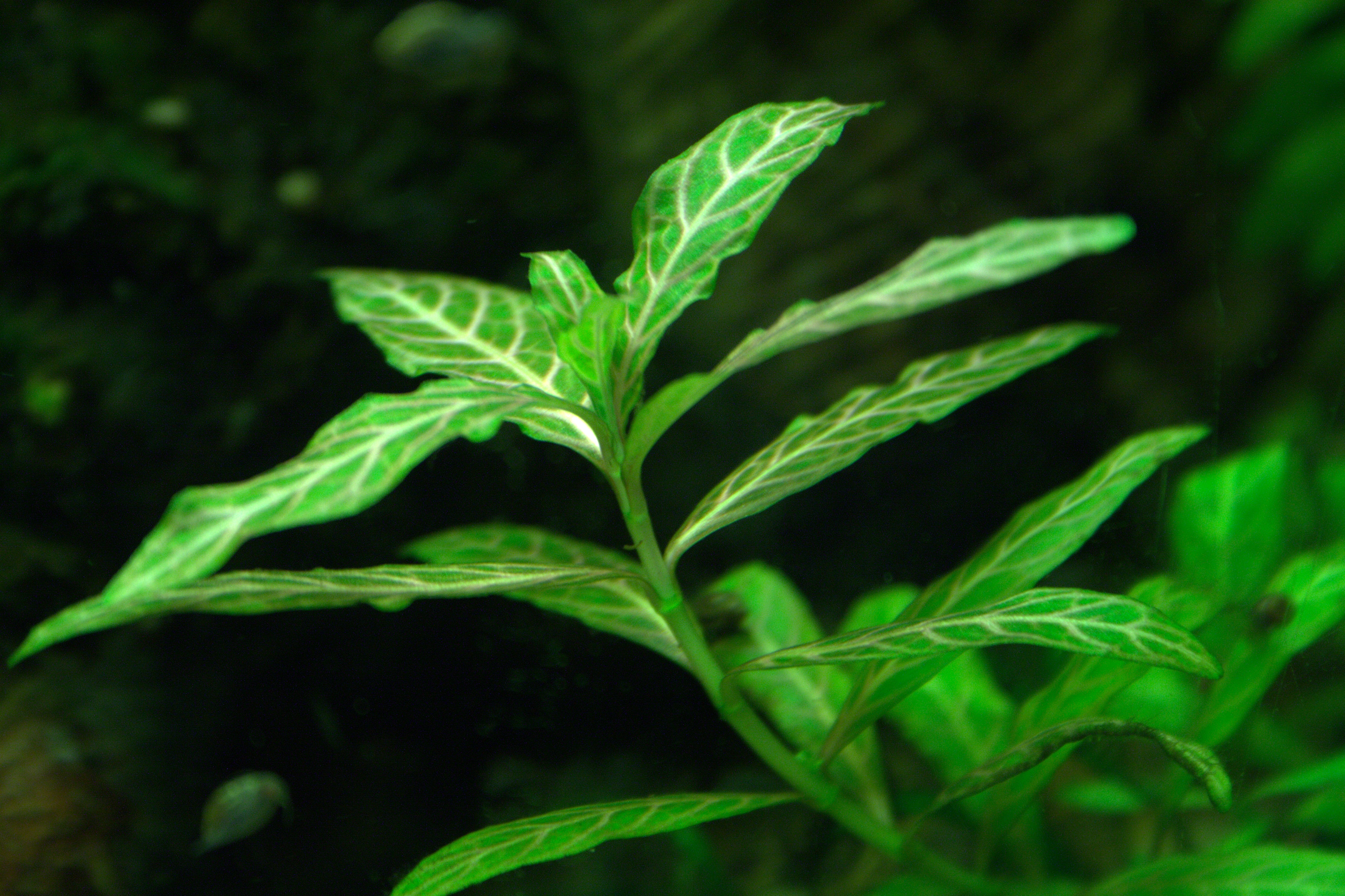
Kultivar mokřanky mnohoplodé 'Rosanervig'
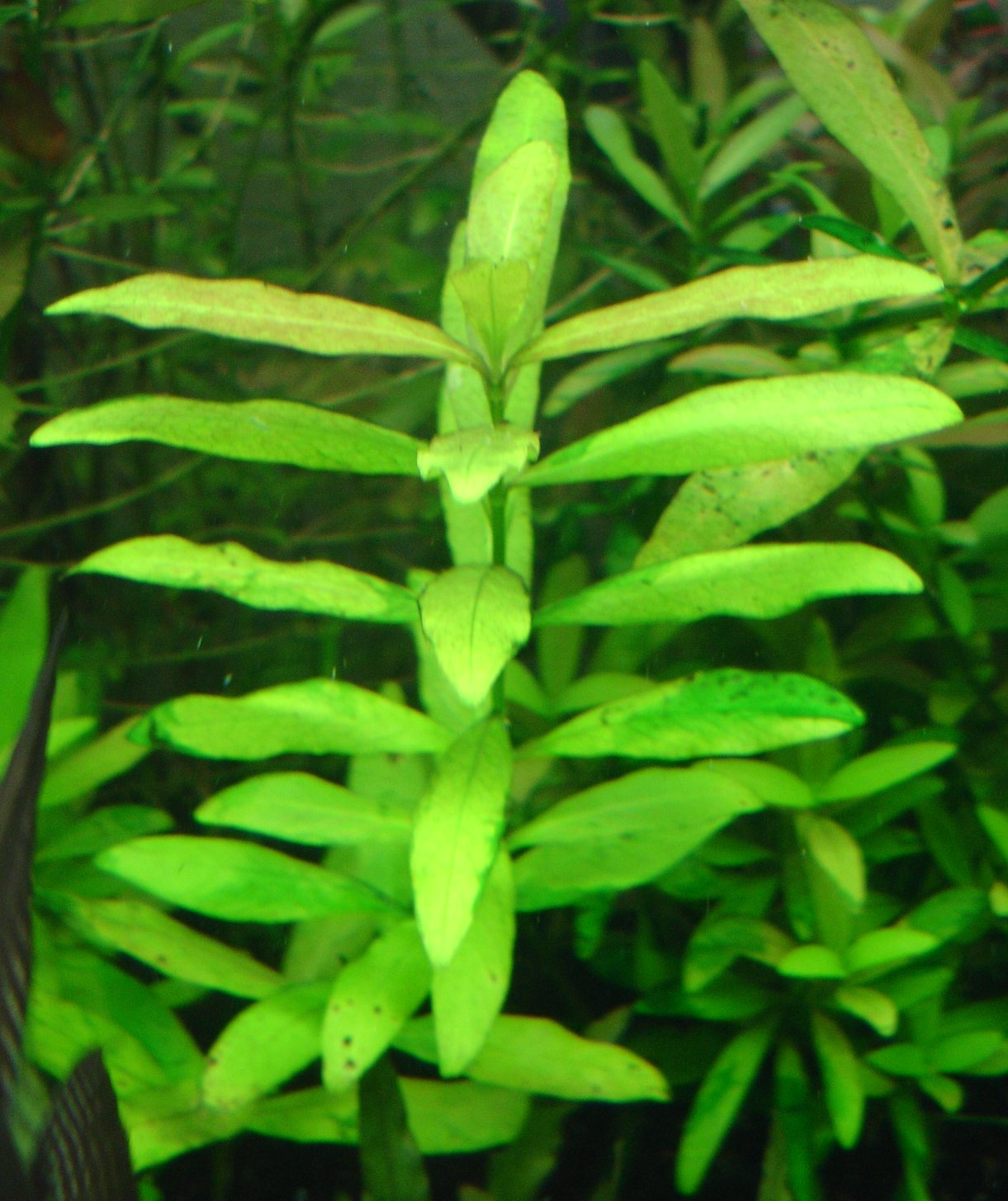
Mokřanka mnohoplodá (Hygrophila polysperma)